# Corus laevifrons
Corus laevifrons là một loài bọ cánh cứng trong họ Cerambycidae.